# The Puppini Sisters
Die Puppini Sisters sind ein im Jahr 2004 gegründetes Gesangstrio. Die Gruppe wurde von Marcella Puppini gegründet, die sich von dem französisch-belgisch-kanadischen Animationsfilm Das große Rennen von Belleville dazu inspirieren ließ.

## Geschichte
Marcella Puppini, Kate Mullins und Stephanie O’Brien lernten sich während des Studiums am Trinity College of Music in London kennen. Nach gemeinsamen Studiengängen in Jazzgesang und Performance und dem gemeinsam Singen im Jazz-Chor verließ Marcella Puppini das College und rief Kate Mullins an, um eine Gruppe zu finden, die aus Spaß Stücke der Andrews Sisters sang. Als drittes Mitglied komplettierte Stephanie O’Brien schließlich Puppini Sisters.
Die Debütsingle der Puppini Sisters Boogie Woogie Bugle Boy ist eine Coverversion eines Hits der Andrews Sisters.
Im Juni 2012 gab die Gruppe bekannt, dass Stephanie O’Brien das Trio verlassen und ihren Platz Terrianne Passingham einnehmen werde.
Im November 2012 verließ Terrianne Passingham die Puppini Sisters und Emma Smith nahm ihren Platz als Sopran der Gruppe ein.

## Stil
Der Stil der drei Sängerinnen aus London ist inspiriert von der Musik und der Mode der 1940er Jahre. Begleitet wird das Trio von einer dreiköpfigen Band, bestehend aus Martin Kolarides an der Gitarre, Henry Tyler am Schlagzeug und Nick Pini am Bass.

## Diskografie

### Alben
- 2006: Betcha Bottom Dollar (Universal International)
- 2007: The Rise & Fall Of Ruby Woo (Universal Classics & Jazz / Verve)
- 2010: Christmas with the Puppini Sisters
- 2011: Hollywood (Verve Forecast)
- 2016: The High Life
- 2020: Dance Dance Dance (mit Pasadena Roof Orchestra)

### Singles
- 2006: Boogie Woogie Bugle Boy
- 2006: Jingle Bells / Silent Night (UK: Gold)

### Lieder mit Auszeichnungen
- 2012: Frosty the Snowman (mit Michael Bublé; UK: Silber)

### Kooperationen
Die Puppini Sisters veröffentlichten im Dezember 2011 mit Michael Bublé die Single Jingle Bells. Mit Bublé entstand eine weitere Aufnahme, Frosty the Snowman, die auf der Deluxe Edition von Bublés Album Christmas enthalten ist.
Im November 2012 erschien der Titel Last Tango in Clerkenwell auf dem Album Electro Swing V by Bart & Baker der Gruppe The Real Tuesday Weld.

### Kompilationen
- 2006: The Jazz Album 2006 (Universal Classics & Jazz)